# Hustensaft Jüngling

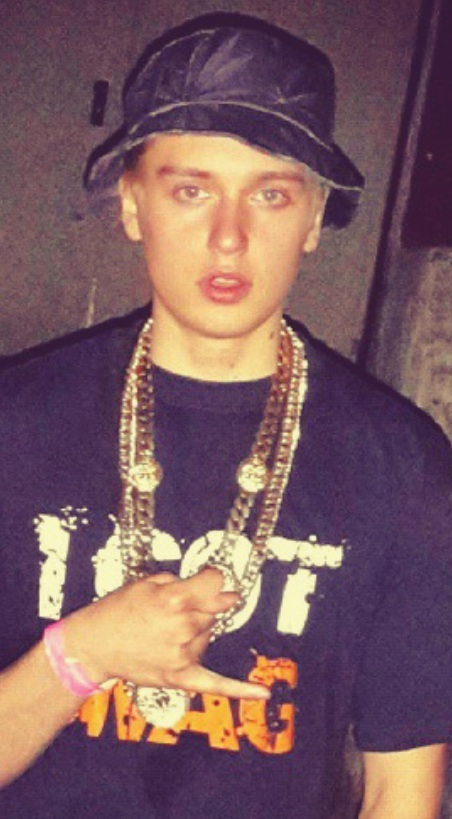
Hustensaft Jüngling, 2015

Hustensaft Jüngling (* 15. August 1997 in Berlin; bürgerlicher Name Ole Finsterbusch) ist ein deutscher Rapper und YouTuber.

## Biografie
Finsterbusch besuchte das Paul-Natorp-Gymnasium in Berlin-Friedenau. Während seiner Schulzeit gründete er mit seinem Grundschulfreund Elias Daase das Hip-Hop-Duo Hustensaft Jüngling & Medikamenten Manfred, welches ab 2014 auf ihrem YouTube-Kanal MMHJTV Vlogs und Musikvideos veröffentlichte. Noch im selben Jahr hatte der damalige Teenager zusammen mit den Rappern MC Smook und Money Boy (zwischenzeitlich YSL Know Plug) seinen ersten Live-Auftritt im Fernsehen in der Sendung Living Room auf Joiz Germany. Anfang 2015 erlangte Hustensaft Jüngling mit dem Song Bang Bang erstmals größere Aufmerksamkeit in Medien und sozialen Netzwerken. Der Internetauftritt der Schweizer Tageszeitung Tages-Anzeiger beschrieb ihn damals als „talentlos und grossmäulig.“
Im weiteren Jahresverlauf veröffentlichte der Rapper die Mixtape-Trilogie Hustensaft House, Hustensaft Villa und Hustensaft World. Bei der anschließenden Hustensaft World Tour bespielte er erstmals solo mehrere renommierte Veranstaltungsorte in ganz Deutschland. Zudem trat er beim splash!-Festival und dem Spektrum auf.
Für sein Mitwirken auf dem Kollaboalbum Classic von Bushido und Shindy wurde Hustensaft Jüngling mit der Goldenen Schallplatte ausgezeichnet. Als eine Reaktion veröffentlichte er kurz darauf zusammen mit Money Boy das Musikvideo Goldrapper.
Die im Februar 2016 veröffentlichte EP König Hustensaft stieg auf Platz 11 der iTunes-Charts ein. Im November 2016 erschien sein Debütalbum Trap Gott, in dem die Berliner Rapper Sido und Frauenarzt Gastauftritte haben. Das Album stieg auf Platz 20 der deutschen Hip-Hop-Charts ein. Am 1. Januar 2017 folgte das kostenlose Mixtape Pablo Jüngling, ein halbes Jahr später Die Welt gegen Hustensaft Jüngling. Am 23. Februar 2018 erschien sein zweites Album Der erste Rapper mit Abitur.

## Stil
In seinen Liedern verwendet Hustensaft Jüngling teils massiv Autotune. Der Deutschlandfunk beschreibt seine Texte als sinnentleert, die Musikvideos des Musikers erinnern an die Do-it-yourself-Parole der Punk-Bewegung. Sein Stil kann dem ursprünglich Ende der 2000er in den USA entstandenen Trap zugeordnet werden. Das Musikmagazin Arte Tracks bezeichnet seine Musik als Dada-Trap, das Online-Magazin laut.de als „Transkreation amerikanischen Trap-Raps“. Als Vorbilder gelten die amerikanischen Trap-Musiker Chief Keef, Gucci Mane, Young Thug und Rich the Kid.

## Glo Up Dinero Gang

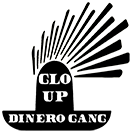
Logo der Glo Up Dinero Gang.

Hustensaft Jüngling war neben Spinning 9, The Ji, MC Smook, Juicy Süß, LGoony, Sonix, Taylor Johnson, Fab Stripes, Medikamenten Manfred, der seine Karriere beendete, um mit Immobilien zu handeln,Young Kira, dem Gründer Money Boy und vielen weiteren Artists ein Teil der Glo Up Dinero Gang, die turnusmäßig im deutschsprachigen Raum Konzerte gab. Money Boy, eine Art Mentor, lernte der damals 15-Jährige 2013 bei einem Konzert in Berlin kennen, nachdem die beiden bereits zuvor auf Twitter miteinander kommuniziert hatten und in deren Facebook-Gruppe "SWAGmob" aktiv waren.

## Diskografie
Alben
- 2016: Trap Gott (Mehr Goldbarren Entertainment)
- 2018: Der erste Rapper mit Abitur (recordJet)
- 2018: Classics
- 2019: Money Gang

EPs
- 2016: König Hustensaft (Mehr Goldbarren Entertainment)

Mixtapes
- 2015: Hustensaft House (Glo Up Dinero Gang/Krokodil Leder Boyz)
- 2015: Hustensaft Villa (Glo Up Dinero Gang/Mehr Goldbarren Entertainment)
- 2015: Hustensaft World (Hustensaft Jüngling Self-released)
- 2016: Hustensaft Nation (Hustensaft Jüngling Self-released)
- 2017: Pablo Jüngling
- 2017: Die Welt gegen Hustensaft Jüngling